# Keiji Kaimoto
Keiji Kaimoto (海本 慶治, Kaimoto Keiji, Osaka, 26 november 1972) is een Japans voormalig voetballer die als verdediger speelde.

## Carrière
Keiji Kaimoto speelde tussen 1995 en 2008 voor Vissel Kobe, Nagoya Grampus Eight en Albirex Niigata.

## Japans voetbalelftal
Keiji Kaimoto debuteerde in 2000 in het Japans nationaal elftal en speelde 1 interland.

## Statistieken
| Japans voetbalelftal | Japans voetbalelftal | Japans voetbalelftal |
| Jaar                 | Wed.                 | Dlp.                 |
| -------------------- | -------------------- | -------------------- |
| 2000                 | 1                    | 0                    |
| Totaal               | 1                    | 0                    |